# Ardeola idae
La garcilla malgache (Ardeola idae) es una especie de ave pelecaniforme de la familia Ardeidae originaria de Madagascar e islas vecinas, y el centro-este de África.

## Historia natural
Se le puede ver en zonas de agua salobre como manglares y estuarios con mucha vegetación acuática para esconderse de posibles peligros. Se alimenta de peces e insectos pequeños. 
Como la mayoría de las otras especies de las garzas no le gusta convivir en grupo, por lo que por lo general se la ve sola o en pareja.

## Estado de conservación
Se encuentra en peligro de extinción por la degradación y pérdida de sus hábitats y por su caza indiscriminada.